# Mentes en blanco
Mentes en blanco es una película estadounidense dirigida por el colombiano Simón Brand.

## Sinopsis
Un hombre (James Caviezel) se despierta en un almacén abandonado y, justo al momento de despertar, recibe una llamada por teléfono preguntando si todo está bien y que llegarán en unas horas. A su alrededor hay cuatro hombres más con signos de violencia, aparentemente muertos, pero que van despertando y al parecer ninguno recuerda nada de lo sucedido. Lo peor de todo es que no pueden salir porque la puerta del almacén es de acero con clave electrónica y los vidrios son reforzados. No recuerdan cómo se llaman ni por qué están allí. 
Se dan cuenta entonces que se ha derramado un barril de una sustancia química altamente nociva. Incluso en pequeñas dosis, tiene capacidad para nublar la memoria y la coherencia de quienes lo inhalan. En dosis más grandes, causa estupor, inconsciencia y pérdida severa de memoria. En este caso, los hombres se despiertan en la habitación con la mente como una hoja en blanco, incapaces de recordar ni siquiera sus propias identidades. Todos han pasado por algo traumático: uno está atado a un poste, otro tiene la cara magullada, otro está esposado a una tubería, y otros dos tienen signos de haber recibido una paliza. Pero nadie se acuerda de quién es ni de qué hace allí. Poco a poco, los hombres intentan reconstruir el rompecabezas de sus últimas horas, y al hacerlo comienzan los conflictos y los retos.

## Comentarios
Primer largometraje del director.
- Datos: Q1808387